# ホルミルアスパラギン酸デホルミラーゼ
ホルミルアスパラギン酸デホルミラーゼ(Formylaspartate deformylase、EC 3.5.1.8)は、以下の化学反応を触媒する酵素である。
N-ホルミル-L-アスパラギン酸 + 水{\displaystyle \rightleftharpoons }ギ酸 + L-アスパラギン酸
従って、この酵素の基質は、N-ホルミル-L-アスパラギン酸と水の2つ、生成物はギ酸とL-アスパラギン酸の2つである。
この酵素は加水分解酵素、特に鎖状アミドの炭素-窒素結合に作用するものに分類される。系統名は、N-ホルミル-L-アスパラギン酸 アミドヒドロラーゼ(N-formyl-L-aspartate amidohydrolase)である。他に、formylaspartic formylase、formylase I、formylase II等とも呼ばれる。この酵素は、ヒスチジン代謝やグリオキシル酸及びジカルボン酸の代謝に関与している。